# Vasile Mihai Popov
Vasile Mihai Popov, também Vasile-Mihai Popov, (Galați, 7 de julho de 1928) é um engenheiro eletricista e matemático romeno, que trabalha com teoria geral de sistemas e teoria de controle.
Popov graduou-se em 1950 no Universidade Politécnica de Bucareste.
Em 1968 seguiu para os Estados Unidos, onde foi professor visitante na Universidade da Califórnia em Berkeley e na Universidade Stanford, e professor na Universidade de Maryland em College Park e a partir de 1975 na Universidade da Flórida em Gainesville.
Aposentou-se em 1993.
É membro correspondente da Academia Romena. 

## Obras
- Hyperstability of Control Systems,  Grundlehren der mathematischen Wissenschaften 158, Springer 1973